# 沭阳县
沭阳县，简称沭，是一个位于中华人民共和国江苏省北部的县，江苏省三个试点省直管县之一。 行政上由宿迁市代管。因位于沭水之阳而得名，有“花乡”的美誉。沭阳经济综合竞争力较强，位列中国百强县47位。
沭陽因位於沭水之陽而得名，古稱厚丘、懷文等。西漢時，始置厚丘縣。北周建德7年（578年），改懷文縣為沭陽縣。沭陽是中國書法之鄉、中國淮海戲之鄉、中國楹聯文化縣。

## 概要
沭阳县，古称“厚邱、建陵、怀文、潼阳”。位于江苏省北部，是江苏陆域面积最大、人口最多的县。
沭阳地处中国东部长江三角洲地区，沂沭泗水下游。是徐州、连云港、淮安、宿迁四市结合部，属鲁南丘陵与江淮平原过渡带。东与灌云、灌南两县接壤，南与泗阳、涟水交界，西与宿迁宿豫区相邻,北与东海、新沂两县市相连。县域东西最大直线距离60公里，南北55公里，区域总面积为2299平方公里。沭阳交通便利，是江苏省北部重要的公路交通枢纽。
沭阳历史源远流长，自秦设县治以来，已有2000多年历史，是两汉文化发源地的重要组成部分。
沭阳目前是江苏省3个省直管县（市）之一，但行政依旧归属于江苏省宿迁市，干部管理、统计口径等仍由宿迁市统筹。沭阳县域经济较为发达，工业发展迅速，经济以第二、第三产业为主。2012年，沭阳县成功跻身全国百强县（市），位列全国百强县第57位；2014年升至第47位。

## 名称

### 由来
沭阳地区秦汉时置建陵县、厚邱县、怀文县、服武县、临渣县等区划。建陵县得名于建陵山（北马陵山），现在新沂市境内。厚邱县位于今沭阳县茆圩乡厚邱村，因建于丘陵地区得名。怀文、服武得名于古人愿景。临渣县得名于临近渣水。
公元427年，刘宋废厚丘县，置僮（潼）县。公元506年，南梁废僮（潼）县，置僮（潼）阳郡。“僮（潼）阳”，意为潼水之北。潼水是苏北地区一条古河流，发源于建陵山西麓，向南经今新沂市的建陵山（北马陵山）、宿迁市的马陵山以东，折而东流，过沭城西，分两股东北流入黄海。僮（潼）县、僮（潼）阳县因此得名。
东魏武定年间，南梁与东魏争夺淮北，东魏在郯城南堰塞沭水，企图水淹梁军。沭水因此改道，经郯城、建陵山以东进入今沭阳境内，夺取潼水河道。自此，沭水存而潼水灭。公元549年，东魏在沭河以北（今沭阳县治一带）设立郡治，改僮阳郡为沭阳郡，领怀文县、下城县、临渣县、服武县四县。由吾道荣曾在北齐高洋在位时任沭阳郡公（此前为文宣帝的谏议大夫，隋文帝受任他上仪同三司）。南陈太建五年，南陈吴明彻北伐，攻取沭阳郡，将下城、临渣、服武并入怀文县。太建九年（公元577年），北周灭北齐。翌年（公元578年），即南陈太建九年、北周建德七年，周、陈在吕梁展开激战，陈败周胜，江北州郡尽为北周所有。北周建德七年（公元578年），北周改怀文县为沭阳县，一直沿用至今。

### 西文拼写
沭阳在邮政式拼音和威妥玛式拼音中记作“Shuyang”，与后来的汉语拼音一致。

## 建制历史沿革

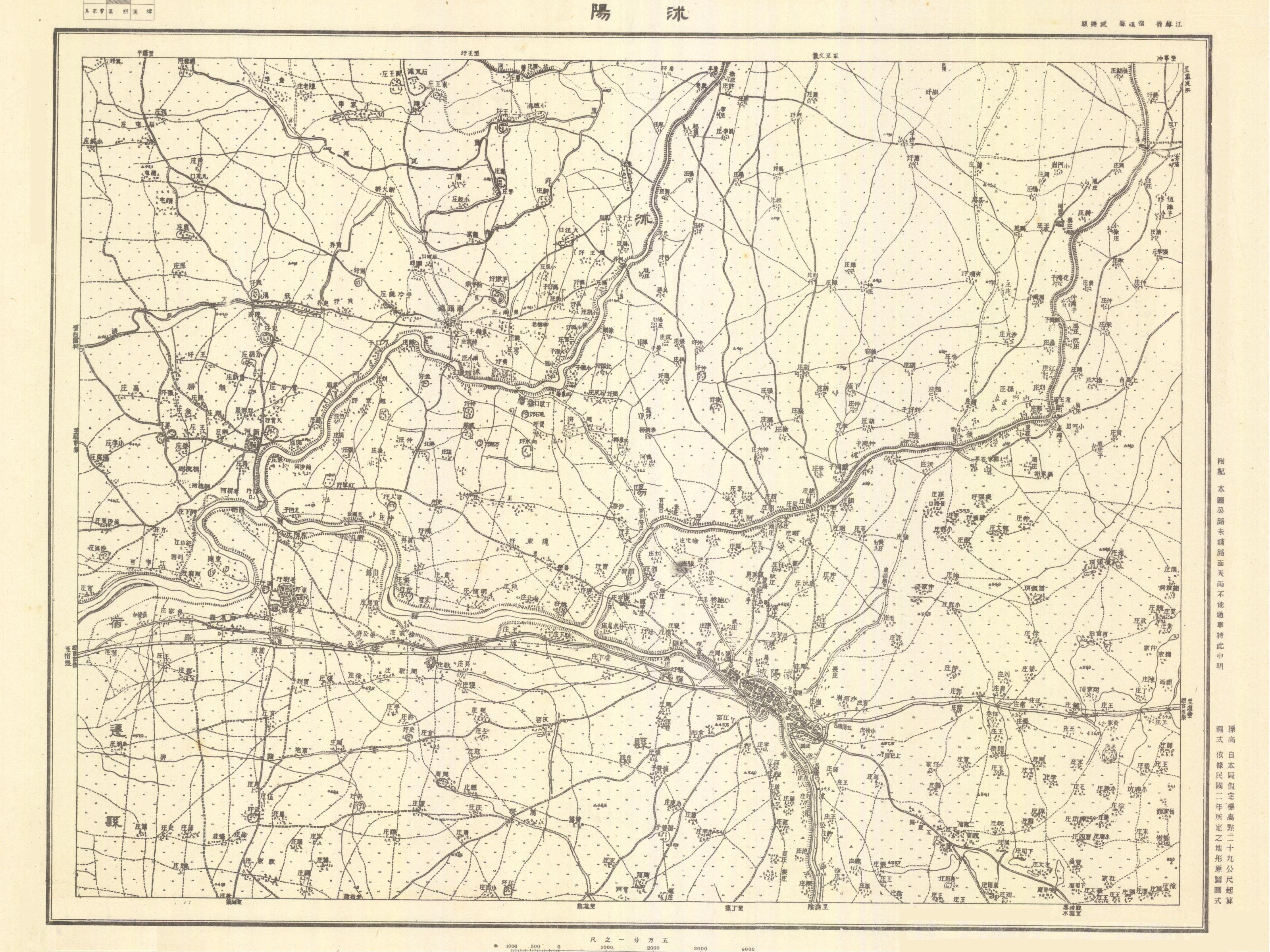
1923年沭阳地图

### 先秦时期
沭阳夏商时期，属徐州，主要为东夷人活动区域。
西周时期，属青州，为郯国之地。
春秋分属郯、鲁。鲁成公九年（公元前582年）筑中城，城址在今日沭城西北20公里处。春秋末年，郯国南徙，迁都于本地。越国崛起后，亦拓境至此。
战国时期，为齐楚两国所争。战国末期，属楚。

### 秦汉时期
秦朝灭六国，置建陵县，属薛郡。后薛郡析出郯郡，属郯郡所辖。
西汉置厚邱县，隶属东海郡。
东汉时期，县数减少，建陵县并入厚邱县，仍属东海郡不变。

### 六朝时期
所谓六朝指三国两晋南北朝这段时期。由于政治动荡战乱频仍，本地区建制变更亦十分频繁。
三国时期属魏，属东海国。西晋，西晋初仍设东海国，后复为东海郡。阴平县此时并入厚邱县。五胡十六国时期，东海太守萧诞以叛降于后赵石勒。后赵亡则属南燕。
东晋末，刘裕北伐，此地复为晋有，东海郡寄治厚邱县。南朝宋文帝元嘉四年（427年），废厚邱县，并入襄贲县，另置僮县。南齐时，僮县又改称厚邱县。
梁武帝天监五年（506年），废僮县，置僮阳郡。东魏孝静帝武定七年（公元549年）魏占淮北，此地皆为魏有。同年，改僮阳郡为沭阳郡，领怀文、下城、临渣、服武四县。
北齐显祖曾授任由吾道荣就任沭阳郡公。
南陈太建五年，南陈吴明彻北伐，攻取沭阳郡，将下城、临渣、服武并入怀文县。太建九年（577年），北周灭北齐。翌年（公元578年），即南陈太建九年、北周建德七年，周、陈在吕梁展开激战，陈败周胜，江北州郡尽为北周所有。北周建德七年（公元578年），北周改怀文县为沭阳县，县名沿用至今。

### 隋唐五代时期
隋开皇年间，废沭阳郡，沭阳县治迁入郡治，隶属海州。
唐高宗总章元年（668）改属泗州，咸亨五年还属海州。

### 宋元明清时期
元朝至元十五年（1278年），海州升为海州路，后改为海宁府，未几，复降为州，隶属于淮安路。领三县：朐山、赣榆、沭阳。
明朝洪武初，复海宁州为海州，省朐山县入州治，隶属于淮安府，仅领赣榆一县，沭阳县划出，归淮安府。明成祖迁都北平，改京师为南直隶，属南直隶淮安府。
清朝初年，废南直隶为江南省，隶淮安府不变，属江南江宁布政使司。雍正二年（1724年），海州升为直隶州，直隶于江苏省，属淮徐道。同时沭阳划归海州，改属海州府。嘉庆八年（1803年），改属淮扬道。

### 民国至今
民国二年属徐海道，民国十七年至三十七年属东海专员公署、徐海行政公署。民国二十九年秋，中共淮海地委对境内区划作了较大调整，分设泗沭县抗日民主政府、潼阳县抗日民主政府、东海县抗日民主政府、灌云县抗日民主政府，隶属淮海区专员公署。
1949年5月，撤销东海、潼阳、泗沭县，原辖复归沭阳县，隶属淮阴行政专员公署，但辖境较明清、民国时期已发生的较大的变化。由于北部乡镇以及高沟、汤沟的划出，县域较建国前已大为缩小。1983年实行市管县，属淮阴市。1996年8月苏北区划调整，属新设地级宿迁市。2011年属江苏省直辖县。。
1996年12月，仇和任沭阳县委书记，以激进的强制手段在当地进行改革，虽引发了诸多争议，确使得沭阳的经济、政治、文化发生巨大变化。此后历届政府也多延续仇和时的政策，使沭阳从江苏最贫困地区一跃成为全国百强县。

### 当代
自北周建德七年（578年）定沭阳县名以来，县名沿用至今，县治也无变化。沭城镇是江苏省沭阳县的城关镇，也是沭阳县县政府驻地。镇域面积288平方公里，辖24个居委会、50个村委会，人口56万人。2013年，江苏省政府决定撤销沭城镇，进行区划调整，新设沭城街道、南湖街道、梦溪街道、十字街道、章集街道和七雄街道6个街道办事处，人口74.7万人。政府驻地为梦溪街道。

### 沭阳历代县治
| 朝代     | 城名               | 介绍 |
| -------- | ------------------ | --- |
| 周       | 鲁中城邑           | 西周为郯国之地。春秋鲁成公九年（公元前582年），鲁国筑中城邑，故城在今江苏沭阳县潼阳镇。 |
| 秦       | 建陵县城           | 秦设建陵县，西汉为侯国，东汉时并入厚邱县。南北朝时期，北魏废建陵县，东魏时复置，北周时又废。建陵故城在今江苏新沂市安峰镇嶂仓村（原属沭阳）。 |
| 汉       | 厚邱县城           | 西汉设厚邱县，东汉时建陵县并入厚邱县。东晋末，刘裕北伐，此地复为晋有，东海郡寄治厚邱县。刘宋元嘉四年（公元427年），废厚丘县，并入襄贲县，另置僮县。南齐时，僮县改称厚邱县。梁武帝天监五年（公元506年）废，置僮阳郡。唐武德四年，复设厚邱县；天宝元年废。厚邱故城在今江苏沭阳县茆圩乡厚邱村。 |
| 西汉     | 曲阳县城           | 西汉设曲阳县，新莽时改为“从羊”。东汉废。曲阳故城在今东海县曲阳乡一带(原属沭阳)。 |
| 刘宋     | 僮（潼）县县城     | 元嘉四年置僮（潼）县，南齐时，僮县改称厚邱县。梁武帝天监五年（公元506年），废。故城在今江苏沭阳县潼阳镇。 |
| 萧梁     | 僮（潼）阳郡郡城   | 天监五年（公元506年），废僮（潼）县，置僮（潼）阳郡。东魏武定七年（公元549年）魏占淮北，此地皆为魏有。同年，改僮阳郡为沭阳郡，郡治迁往今江苏沭阳城区。 |
| 东魏     | 沭阳郡郡城         | 东魏武定七年(549年)置沭阳郡，领下城、临渣、怀文、服武四县。陈太建五年北伐，攻取沭阳郡，将下城、临渣、服武并入怀文县。北周建德七年，改怀文县为沭阳县。隋开皇年间，废沭阳郡，沭阳县治迁入郡治。故城在今江苏沭阳城区。                                                                          |
| 东魏     | 怀文县城           | 东魏武定七年(549年)置怀文县，陈太建五年北伐，攻取沭阳郡，将下城、临渣、服武并入怀文县。北周建德七年，改怀文县为沭阳县。故城在今江苏沭阳城区。 |
| 东魏     | 下城县城           | 东魏武定七年(549年)置下城县，陈太建五年废。故城在沭阳县南。 |
| 东魏     | 临渣县城           | 东魏武定七年(549年)置临渣县，陈太建五年废。故城在沭阳县西南。 |
| 东魏     | 服武县城           | 东魏武定七年(549年)置临渣县，陈太建五年废。故城在沭阳县东北。 |
| 北周至今 | 沭阳县城（即沭城） | 北周建德七年，改怀文县为沭阳县。隋开皇年间，废沭阳郡，沭阳县治迁入郡治，历代仍之，一直至今。 |

## 自然地理

### 位置
沭阳地处江苏北部，介于北纬33°53′至34°25′，东经118°30′至119°10′之间。东西 60公里，南北55公里，呈不规则方形。东部和北部毗邻连云港的灌南县、灌云县及东海县，南部毗邻淮安市淮阴区及涟水县，西部于西南部毗邻宿迁市区及泗阳县，西北部毗邻徐州管辖的新沂市，是徐、连、淮、宿四市结合部。

### 地势
沭阳县地处黄淮平原，地势低平、平原广阔，河网密布。处于鲁南丘陵与江淮平原过渡带，地势由西南向东北略有倾斜。平原占总面积的93%，丘陵岗地只占总面积的7%。沭阳的地形以平原占绝对优势，地面高程一般都在7-4.5米之间。
少数乡镇分布有少许低丘。西部潼阳、茆圩、刘集、悦来等乡镇有些岗岭，系马陵山、安峰山、荻邱（踢球）山的余脉延伸部分，地势较高，平均海拔在10米以上。东部平原地区新沂河以北，散布着一些低丘，有韩山、孤山和官墩等。其中韩山为最高峰，海拔约70米。由于在此发现蕴藏有蓝晶石矿，而山上的石头也是很好的建筑材料，开矿取石对韩山的整体景观和植被造成了一定的破坏。

### 水系
沭阳地处沂沭泗水系下游，有29条河流纵横境内，水域面积为82.98平方千米，占总面积的3.62%。受西高东低的地势影响，河流多东西走向。
不过原有的天然水系已有较大变化，原来东西流向的天然河道沭河已不占重要地位，目前主要的河流，包括东西向的新沂河和南北向的淮沭新河等均系1950年代人工开挖的河流。

### 气候
沭阳属于较为湿润的暖温带季风气候，四季分明。全境气候温和，四季分明，日照充足，雨量丰沛。年平均气温13.8℃，年平均最高气温14.3℃，最低13.3℃。历年最高气温一般在35℃～38℃之间，最低气温在-4℃～-5℃左右。夏季多东南风，高温多雨，冬季多西北风，寒冷干燥，冬寒、夏热、春温、秋爽。年平均日照时数2363.7小时，年平均相对湿度为75%，年平均风速为2.8米/秒，
年平均降水量为937.6毫米。
| 沭阳 (1971−2000)         | 沭阳 (1971−2000) | 沭阳 (1971−2000) | 沭阳 (1971−2000) | 沭阳 (1971−2000) | 沭阳 (1971−2000) | 沭阳 (1971−2000) | 沭阳 (1971−2000) | 沭阳 (1971−2000) | 沭阳 (1971−2000) | 沭阳 (1971−2000) | 沭阳 (1971−2000) | 沭阳 (1971−2000) | 沭阳 (1971−2000) |
| 月份                     | 1月              | 2月              | 3月              | 4月              | 5月              | 6月              | 7月              | 8月              | 9月              | 10月             | 11月             | 12月             | 全年             |
| ------------------------ | ---------------- | ---------------- | ---------------- | ---------------- | ---------------- | ---------------- | ---------------- | ---------------- | ---------------- | ---------------- | ---------------- | ---------------- | ---------------- |
| 平均高温 °C（°F）        | 4.4 (39.9)       | 7.3 (45.1)       | 13.8 (56.8)      | 19.7 (67.5)      | 25.3 (77.5)      | 29.3 (84.7)      | 29.8 (85.6)      | 29.5 (85.1)      | 25.5 (77.9)      | 21 (70)          | 13.2 (55.8)      | 7.0 (44.6)       | 19.0 (66.2)      |
| 平均低温 °C（°F）        | −3.7 (25.3)      | −2.2 (28.0)      | 2.5 (36.5)       | 9.1 (48.4)       | 14.5 (58.1)      | 19.5 (67.1)      | 23.4 (74.1)      | 22.5 (72.5)      | 17.0 (62.6)      | 11.1 (52.0)      | 4.1 (39.4)       | −2.1 (28.2)      | 9.5 (49.1)       |
| 平均降水量 mm（）        | 19.9 (0.78)      | 25.4 (1.00)      | 36.5 (1.44)      | 58.0 (2.28)      | 76.9 (3.03)      | 104.1 (4.10)     | 239.6 (9.43)     | 163.8 (6.45)     | 89.8 (3.54)      | 42.1 (1.66)      | 28.3 (1.11)      | 16.8 (0.66)      | 901.2 (35.48)    |
| 平均降水天数（≥ 0.1 mm） | 4.8              | 5.6              | 7.3              | 7.9              | 9.1              | 10               | 15.1             | 12.1             | 9.1              | 7.1              | 6.0              | 4.1              | 98.2             |
| 平均相對濕度（％）       | 69.1             | 68.5             | 68.3             | 68.1             | 71.2             | 78.3             | 85.5             | 85.4             | 79.1             | 74.5             | 72.5             | 69.7             | 74.2             |
| 月均日照時數             | 144.0            | 149.3            | 181.0            | 190.0            | 210.0            | 194.0            | 184.0            | 201.0            | 182.0            | 191.0            | 164.8            | 163.0            | 2,154.1          |
| 来源：中央气象台         |                  |                  |                  |                  |                  |                  |                  |                  |                  |                  |                  |                  |                  |

### 物产
沭阳处于亚热带常绿阔叶林带向温带落叶阔叶林带过渡地带，是传统的林业大县，全县杨树成片林达88万亩，森林覆盖率达26.73％，农田林网化率达100%，活立木蓄积量达470万立方米。
沭阳花木名扬天下，全县花木总面积42.2万亩，花木品种3000余种，各类盆景80余万盆，是全国最大的花木基地。生态环境十分优越。县内新河镇2000年被省花木协会评为花木之乡，颜集镇2001年被中国花木协会评为“中国花卉之乡”。
沭阳农副产品优势较大。农作物以水稻、小麦为主，年产粮食110万吨、油料6.23万吨、棉花0.51万吨，年出栏商品猪150万头以上。
沭阳水产资源较丰富，全县水域面积62.2万亩，可利用养殖水面12万亩，主要养殖青鱼、鲤鱼、鲢鱼、龙虾等。 
沭阳矿产资源有非金属矿9种，能源矿1种，其中蓝晶石、水晶、磷、云母矿以及黄砂、陶土等都具有较高开采价值。

## 交通
沭阳作为徐、连、淮、宿四市的结合部，起到了重要的交通枢纽作用。其交通方式多样，包括公路、铁路、水运以及空运。公路交通和机动车辆是该地区最重要的交通运输方式。沭阳城区的各个区域之间由城区干道连接，最高速度限定为50公里至80公里。城区主干道一般为风景车道。沭阳城乡公路网较为密集，公路密度和等级居苏北前列。但因私家车辆增长过快，主要路线经常发生拥堵。

### 公路
沭阳公路交通发达。但在1997年前，沭阳县的公路密度、等级公路和公路质量均居江苏省末位。经过仇和主政时期的大力建设，沭阳县的公路密度和等级已经在苏北地区居领先地位。京沪高速公路、205国道、245、267、324、326、344省道在沭阳交汇。
- 京沪高速沭阳段
- 205国道沭阳段
- 245省道
- 267省道
- 324省道
- 326省道
- 344省道
- 宿连高速

### 水运
沭阳县的水运以纵穿南北的淮沭新河和横贯东西的新沂河形成十字形航道，沭阳港年吞吐量在300万吨以上，列为江苏省20大内河港口之一。淮沭新河经淮安与京杭大运河相连，可以直通长江，经沭新河、蔷薇河、古泊河达连云港港口。连接沭阳与连云港徐圩港的“宿连运河”正在建设中。

### 铁路
- 新长铁路沭阳段

1949年前，陇海铁路通过县内北境，长度约10公里。后由于行政区划调整，沭阳及宿迁北部乡镇合并为新沂县，境内再无铁路经过。
1996年建成的新长铁路新沂至淮阴段结束了沭阳及淮阴地区没有铁路的历史。2005年，从成都开往泰州的247次客运列车停靠沭阳站,结束了沭阳及宿迁地区无铁路客运运输的历史。新长铁路在沭阳境内46公里，设有庙头镇站、沭阳站、十湖站，中央车站为沭阳站。目前沭阳境内运行客、货列车。

### 航空
- 沭阳安澜通用机场

市内只有通航机场。离沭阳最近、也是主要航空进出门户的民航机场是位于淮安的涟水机场（45分钟车程）以及连云港花果山机场（50分钟车程）。此外，距徐州观音国际机场距离也相对较近，约1.5小时车程。

### 公共交通
沭阳县共开行十余条市内公交线路和20余条郊区路线。

### 桥梁
由于新沂河、淮沭河流经沭阳县腹地，河道宽度在1.3-1.5公里之间，因此过河通道的建设对于沭阳的交通体系至关重要。已经建成的通道有（从西向东）：
| 新长铁路大桥           | 铁路桥 | 1995年 |
| 新沂河大桥复线桥       | 公路桥 | 1991年 |
| 新沂河大桥             | 公路桥 | 1969年 |
| 京沪高速沭阳新沂河大桥 | 公路桥 | 2000年 |
| 205国道新沂河大桥      | 公路桥 | 2011年 |
| 324省道淮沭新河特大桥  | 公路桥 | 2007年 |
| 326省道淮沭新河特大桥  | 公路桥 | 2014年 |

## 经济
沭阳经济较为发达。2012年，沭阳县内生产总值为500.2亿元，一般性预算收入为49亿元，总量稳居苏北23县（市）第1位、在全省49县（市）中排名第12位。2012年，成为全国百强县（市），位列57位；2013年，升至51位；2014年，升至47位。

### 第二产业
沭阳工业在明清时期，境内以传统的手工作坊为主，又尤以酒坊、油坊为大宗。其中高沟（今属涟水县）、汤沟（今属灌南县）的酿酒业较为发达。民国时期，仍以手工作坊为主，缺乏近代工业。至1949年，仅有一家使用机器生产的印刷企业。20世纪50年代，县级工业逐渐兴起，但仍以农业为主要产业，工业基础甚为薄弱。1997年以后，沭阳工业进步较大，随着乡镇企业的发展和开发区、产业园区的建立，工业成为主导产业，经济开始迅速发展。主要支柱产业为木材加工、轻纺服装、机械电子、金属加工、轻工食品。新材料、新能源、新医药及生物科技、软件和服务外包等新兴产业发展迅速。

### 国家级开发区
江苏沭阳经济技术开发区位于沭阳县城东部新区，紧临京沪高速公路和324省道。园区原名“沭阳经济开发区”，始建于2001年8月，2006年4月被省政府认定为省级经济开发区，同年5月通过国家发改委审核；2013年12月6日，经国务院批准，升格为国家级经济技术开发区，成为苏北地区唯一一家县域国家级开发区，定名为沭阳经济技术开发区。
沭阳经济技术开发区面积24.5平方公里，园区内包括轻纺服装、林木深加工、机械电子、软件、新能源、新材料等和出口加工基地。各类产业区域间也嵌有商贸、物流、金融、住宅等三产服务区。

### 第三产业
沭阳商业较为发达，建材、服装、皮革、纺织品交易形成了较大的规模。
软件业发展迅速，目前为江苏江北地区最大软件和服务外包基地。

### 第一产业
沭阳县拥有耕地面积204万亩，经济曾长期以粮食种植业为主。现农业结构已经明显改变，向花木、林业、食用菌、水禽等生态农业不断倾斜。
1997年以后，花木业、林业发展很快。现有花木种植面积40万亩，产品覆盖全国各省，年销售额近22亿元。全县现有成片林面积40万亩，活立木蓄积量达360万立方米；木材加工企业达2286家，产品涵盖多层板、刨花板、细木工板、贴面板、强化地板及木制工艺品等，中高密度板加工量居全省首位。
食用菌、水禽、反季节蔬菜等产业发展迅速。

## 城市建设

### 古代
沭阳旧时多临河建街，沿街辟巷。两汉至魏晋时代，境内城市多筑土城。但因为历代多水灾、兵灾，至明朝中叶，县治已无城墙保护。
明正德七年（公元1512年）为抵御流寇，知县易瓒主持修建土城，后因沭河洪灾，土城多次坍塌重修。明万历二十二年（公元1594年），知县徐可达主持修砖城。后因黄河夺淮侵沭，沭阳治下土地大多被淹，筑城工作被迫停工。直至万历四十四年（公元1616年）才得以复工，由知县杜从心主持修城。此次修城，建筑的城墙周长2800米(840丈)，高5.77米（1丈7尺3寸）。东门曰承晖门，西门曰宣义门，南门曰近薰门，小南门曰聚奎门。因整座城的形状像一只船，所以沭阳城又有“船城”的雅号。
清乾隆三十一年（公元1766年），知县倪学洙重修因战火、洪水及风雨侵浊而破烂不堪的沭阳城城墙。此次重修扩大了城区范围，修成后城墙周长增至2855米（855丈），城高6.7米（2丈），并在城墙里侧堆土作为戗台，使城墙比以往坚固了许多。城内筑土牛城，南城墙濒河。。

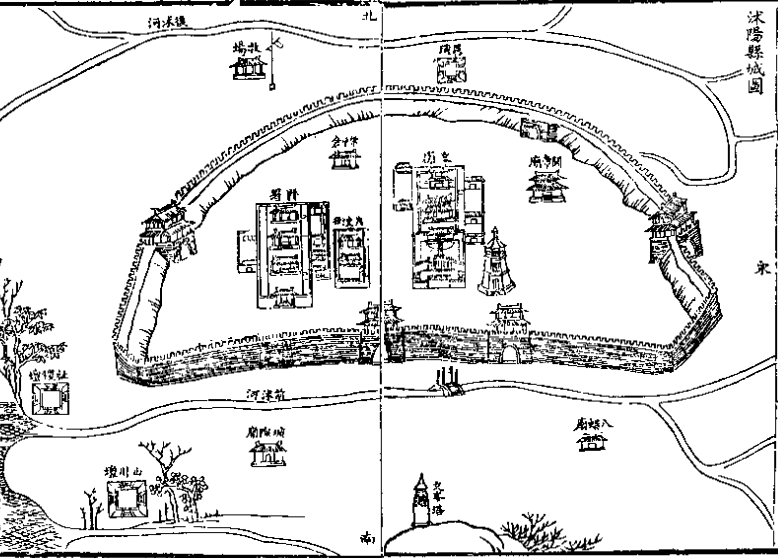
《嘉庆海州直隶州志》载沭阳县城图

乡村集镇多始建于元代，明、清时期渐趋规模，定期集散。

### 近现代
沭阳民国时城市基本维持明清旧制，城乡屋宇简陋，道路晴尘雨泞。1938年，国民政府实行“焦土抗日”，县府动员民众拆除城墙，砖石归己，有几百年历史的沭阳城墙一夜间遭到了灭顶之灾，几天后便荡然无存。
中华人民共和国成立时，沭城仅有十街九巷，城内大街是唯一铺石街道，街道宽仅4-5米，长约1000米，有“东关到西关，十里不转弯”之说。其余路面则为土路，雨天泥泞，晴则尘扬，街巷狭窄，路面坎坷。 
1956年城区南扩，1981年向东西拓展。至1987年城区面积为6平方公里，共建街道20条。近期，城市基础设施配套面积拓展到83平方公里，其中建成区面积扩大到60平方公里，城区人口约56万人。2015年将达80万人。
沭阳城区集中，交通较为拥堵，成为城市建设的一大矛盾。近期，政府加强了公共交通及基础设施规划，城市拥堵的状况将得到一定的缓解。

### 公共基础设施
沭阳近年修建了文化艺术中心、博物馆、体育馆等文化、体育设施。

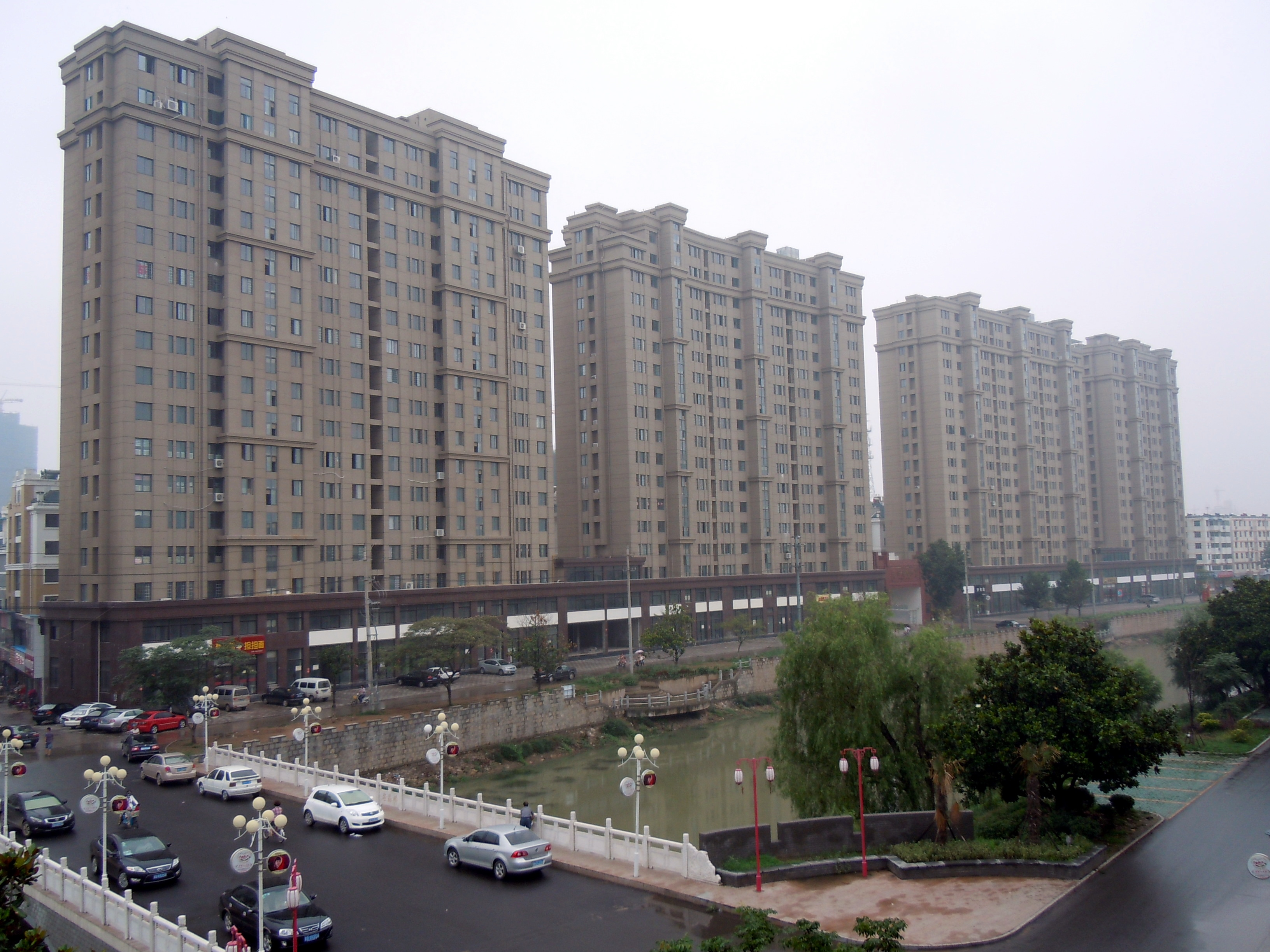
老沭河河滨

## 行政区划
明清设36个镇。民国期间，裁镇设9市1乡，后改为10区162乡镇。中华人民共和国成立后，区乡屡有更动，至20世纪80年代相对稳定，计35个乡镇（场），另有10多个集市。现下辖6个街道、25个镇、8个乡、1个农场，474个行政村（居）委会，县政府驻地为梦溪街道。
除除正式行政区划外，沭阳还设立以下经济功能区：

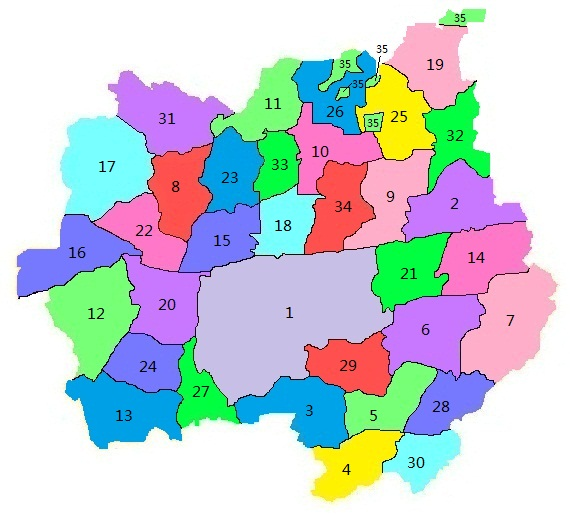
沭阳行政区划

- 沭阳经济技术开发区（国家级）
- 沭阳临港新城

## 人口
沭阳行政区划及人口：
| 序号 | 名称     | 总人口       | 土地面积（km²） | 人口密度（/km²） |
| ---- | -------- | ------------ | --------------- | ---------------- |
| 城区 | 城区     | 747,000.00   | 288.00          | 2,593.75         |
| 1    | 沭城街道 | 364,000      | 21.0            | 17,333.33        |
| 1    | 梦溪街道 | 119,000      | 51.0            | 2,333.33         |
| 1    | 南湖街道 | 103,000      | 45.0            | 2,288.89         |
| 1    | 章集街道 | 52,000       | 50.0            | 1,040.00         |
| 1    | 十字街道 | 54,000       | 72.0            | 750.0            |
| 1    | 七雄街道 | 55,000       | 49.0            | 1,122.45         |
| 镇   | 镇       | 1,175,086.00 | 1,635.63        | 718.43           |
| 2    | 吴集镇   | 46,150.00    | 73.05           | 631.76           |
| 3    | 胡集镇   | 53,798.00    | 68.68           | 783.31           |
| 4    | 钱集镇   | 33,405.00    | 49.49           | 674.98           |
| 5    | 塘沟镇   | 43,450.00    | 57.95           | 749.78           |
| 6    | 马厂镇   | 70,572.00    | 84.12           | 838.94           |
| 7    | 沂涛镇   | 74,969.00    | 94.56           | 792.82           |
| 8    | 庙头镇   | 48,273.00    | 58.47           | 825.60           |
| 9    | 韩山镇   | 42,992.00    | 65.57           | 655.67           |
| 10   | 华冲镇   | 49,949.00    | 54.55           | 915.66           |
| 11   | 桑墟镇   | 52,668.00    | 53.19           | 990.19           |
| 12   | 悦来镇   | 44,923.00    | 88.03           | 510.31           |
| 13   | 刘集镇   | 38,807.00    | 72.00           | 538.99           |
| 14   | 李恒镇   | 43,922.00    | 66.88           | 656.73           |
| 15   | 扎下镇   | 56,658.00    | 55.34           | 1,023.82         |
| 16   | 颜集镇   | 56,490.00    | 99.68           | 566.71           |
| 17   | 潼阳镇   | 50,705.00    | 99.68           | 508.68           |
| 18   | 龙庙镇   | 51,943.00    | 48.60           | 1,068.79         |
| 19   | 高墟镇   | 38,036.00    | 61.15           | 622.01           |
| 20   | 耿圩镇   | 36,564.00    | 70.44           | 519.08           |
| 21   | 汤涧镇   | 41,230.00    | 55.00           | 749.64           |
| 22   | 新河镇   | 41,703.00    | 48.60           | 858.09           |
| 23   | 贤官镇   | 50,746.00    | 50.29           | 1,009.07         |
| 24   | 陇集镇   | 26,265.00    | 46.88           | 560.26           |
| 25   | 湖东镇   | 41,726.00    | 63.43           | 657.83           |
| 26   | 青伊湖镇 | 39,142.00    | 50.00           | 782.84           |
| 乡   | 乡       | 258,109      | 383.70          | 672.68           |
| 27   | 北丁集乡 | 27,897.00    | 38.80           | 718.99           |
| 28   | 周集乡   | 29,502.00    | 43.87           | 672.49           |
| 29   | 东小店乡 | 33,800.00    | 50.99           | 662.88           |
| 30   | 张圩乡   | 27,354.00    | 39.02           | 701.03           |
| 31   | 茆圩乡   | 42,216.00    | 72.23           | 584.47           |
| 32   | 西圩乡   | 30,883.00    | 47.76           | 646.63           |
| 33   | 万匹乡   | 35,723.00    | 35.00           | 1,020.66         |
| 34   | 官墩乡   | 30,734.00    | 56.03           | 548.53           |

（注：城区各街道为2013年设立，城区数据根据2013年调整。类似乡镇的区划：青伊湖农场 （序号 35））
2010年，沭阳总人口达218万，其中户籍人口183万，是江苏省人口最多的县份，也是中国人口最多的县之一。人口密度为948人／平方公里。
| 区划名称 | 面积（公里²） | 总人口    | 户籍人口  |
| -------- | ------------- | --------- | --------- |
| 沭阳县   | 2,299         | 2,180,000 | 1,830,000 |

多种文化在沭阳融合，佛教、道教、基督教、天主教、回教皆有民众信仰。少数民族人口8000余人。
根據第七次全国人口普查數據顯示，截至2020年11月1日零時，沭陽縣常住人口為1674978人，户籍人口198.65萬人。

## 文化
沭阳的文化属于海州文化，是吴楚文化和齐鲁文化的汇合点，故其民俗以淮海、江淮文化为主，兼具鲁南地区的特色和风貌。

### 方言
沭阳县位于江苏北部，属江淮官话洪巢片海州小片，位于江淮官话的北沿。西与中原官话紧邻，北、东、南则与江淮官话连成一片。沭阳方言与连云港市区及灌云县类似，入声的保留，使沭阳方言明显区别于大多数中原官话方言。。
县内各地语言、语调有所差异，并形成了各具特色的地方戏曲，如淮海戏、僮戏等，还有琴书、快板、鼓锣等曲艺品种。随着经济的发展和境内人口流动，普通话在本地尤其市区影响越来越大。

### 戏曲

#### 淮海戏
淮海戏，戏曲剧种，是国家级非物质文化遗产。主要流行于江苏北部的连云港市、宿迁市及淮安市、盐城市的北部城乡。源出于沭阳县吴集镇的“拉魂腔”，因以板三弦伴奏，又称“三刮调”。早期是沿门说唱民间故事的“门头词”，清道光十年(公元1830年)后，艺人自由结班发展成为打地摊演出的小戏。淮海戏以沭阳方言为标准音，并结合兼顾附近的泗阳、海州乡音。

#### 其他
僮戏、琴书、快板、鼓锣等。

### 饮食文化
沭阳是传统的淮扬菜地区。本地菜注重刀工，口味清淡，不嗜辛辣。烹饪善用火候，擅长炖、烧、焖；选料尤为注意鲜活、鲜嫩。传统菜品有软熘长鱼、红烧狮子头、墨鱼蛋糕等。
沭阳小吃极具地方特色。“朝牌”是本地区最为普遍的早点之一。“朝牌”是沭阳对烤牌的称呼，是烧饼类食品的一种。因烤牌的形状酷似古代大臣上朝时手持的笏，故又称朝牌。沭阳“朝牌”起源于明代，以“颜集朝牌”最为著名。顾家吊炉饼始源于清乾隆年间，刘墉曾题写“吊炉大饼，乃沭阳之一绝”。庙头千张（百叶）源于明代，袁枚为沭阳知县时(1743-1745)，"沭邑西"的千张已广声誉了。

### 庙会
沭阳庙会，会期从农历四月十二至十四日，又叫“四月十二会”。该会起源于明末清初的昭德庙会。
三日庙会，香火极盛，各地善男信女敬香礼拜；各地商人也云集沭城。旧时出远门，多以马以车代步。每逢庙会，沭城内停满了车马。商人见此情景，就想出赛马的办法，以选优汰劣，买卖骡马。于是，昭德庙会遂渐渐变为以买卖骡马为中心的骡马会。此后，每逢农历四月十二，沭城都要举行一次骡马会，地址在骡马街东侧。会上，四乡八镇，远至连云港、郯城的人，都来赶会作骡马交易。卖者让骡马奔跑，招徕买主；买主也要试试脚力，坐骑试驾。选中后，经牙行撮合即可成交。到了清朝晚期，骡马会的赛马项目渐渐失传，而逢会仍流传下来。庙会上，除骡马交易外，还有踩高跷、打花鼓、跑旱船、戏曲和杂技等表演。此外，也买卖农具，以迎接麦收的到来。
现在，沭阳庙会仍按时举行，一如旧俗。

### 非物质文化遗产

#### 国家级非物质文化遗产
淮海戏

#### 省级非物质文化遗产
虞姬传说、工鼓锣

## 教育

### 职业教育

#### 专科
- 宿迁经贸职业技术学院

省属市管公办普通全日制高等学校，前身是沭阳师范高等专科学校，创建于于1920年，已有90多年历史。2005年8月，经省教育厅批准，由师范专科学校升格为综合性普通高等学校。研究哥德巴赫猜想的数学家周密毕业于该校。

#### 中专
- 江苏沭阳中等专业学校（公立）
- 宿迁传智互联网中等职业技术学校
- 沭阳鸿星中等专业学校

### 普通教育

#### 重点高中
- 江苏省沭阳中学（公立）
- 沭阳如东中学（公立）
- 建陵中学（公立）
- 华冲中学（公立）
- 沭阳梦溪中学（原沭阳国际学校）
- 修远中学

#### 重点初中
- 怀文中学（公立）
- 沭阳如东实验学校（公立）

## 旅游

### 古栗林
古栗林公园位于沭阳县新河镇周圈村，是苏北地区保存最为完好的一座古植物园，距今已有近300年的悠久历史，同时也是生态旅游示范区的重要景区之一，占地面积500多亩，园内最老的板栗树树龄有260余年，百年以上树龄的古树有1400多棵。古栗林有一百多株银杏，其中最古老的有将近500年。古时栽植此林出于防御、防盗和护寺之需，均按周易八卦图形分布。

### 虞姬沟
虞姬沟发源于新沂市荻邱山(踢球山),位于时集乡东南部,流经沭阳县颜集、庙头、贤官等乡镇,接蔷稚河入海,全长一百多公里。沟畔至今仍有有胭脂井、霸王桥、九龙口、点将台、项宅等史迹和人文典故。

### 沭阳圆觉禅林
圆觉禅林位于沭阳县城区大连东路北侧，为该地区唯一集寺院、游览礼佛为一体的大型佛教寺院。 圆觉禅林主要建筑有山门钟鼓搂、素斋馆、天王殿、大雄宝殿、大悲殿、藏经搂、宝塔。其中，天王殿面阔28米、高15米，外形为单檐庑殿式仿古建筑；大雄宝殿面阔39米、高21米，为重檐庑殿式仿古建筑；宝塔总高38米，是一组仿中国唐代佛教大乘佛法早期的一组高层密檐宝塔建筑。

## 特产
| 粮食·蔬菜 | 粮食·蔬菜                                  |
| --------- | ------------------------------------------ |
| 米        | 高墟大米。                                 |
| 黄花菜    | 悦来黄花菜。                               |
| 蘑菇      | 北丁集玉兔牌蘑菇。                         |
| 茶树菇    | 沂涛茶树菇                                 |
| 水产      |                                            |
| 鲫鱼      | 桑墟鲫鱼。                                 |
| 花卉      |                                            |
| 花木      | 新河花木。                                 |
| 水果      |                                            |
| 石榴      | 沭阳特产。有果石榴、花石榴、小石榴等品种。 |
| 西瓜      | 潼阳西瓜、茆圩西瓜。                       |
| 干果      |                                            |
| 银杏      | 沭阳特产。                                 |
| 花生      | 茆圩花生。                                 |
| 板栗      | 颜集大红袍板栗。                           |
| 食品      |                                            |
| 粉丝      | 吴集粉丝。                                 |
| 卤鹅      | 钱集老鹅。                                 |
| 千张      | 即百叶。庙头的特产。                       |
| 吊炉大饼  | 沭城顾家吊炉大饼。                         |

## 国内友好城市
- 浙江省义乌市
- 江西省井冈山市
- 江西省东乡县
- 江苏省昆山市